# Maria Kaczyńska
Maria Helena Kaczyńska (de soltera, Mackiewicz; pronunciado /Kachuñska/ en fonética española; Machowo, 21 de agosto de 1942- Smolensk, Rusia, 10 de abril de 2010) fue la primera dama de Polonia durante el período comprendido entre 2005 y 2010, esposa de Lech Kaczyński, ex presidente de Polonia. Falleció junto a su esposo en un accidente aéreo el 10 de abril de 2010.
Recibió educación primaria y secundaria en Rabka Zdrój al sur de Polonia.

## Muerte
Maria Kaczyńska acompañaba a su esposo a bordo del Tupolev Tu-154 en el momento en que la aeronave se estrelló en Smolensk, Rusia. El total de los 96 pasajeros, incluyendo el matrimonio Kaczyńska, perdieron la vida.